# St Benet Paul’s Wharf

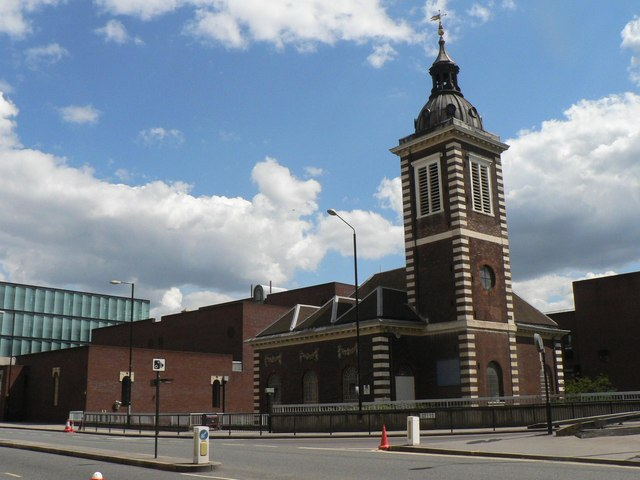
Blick von Westen

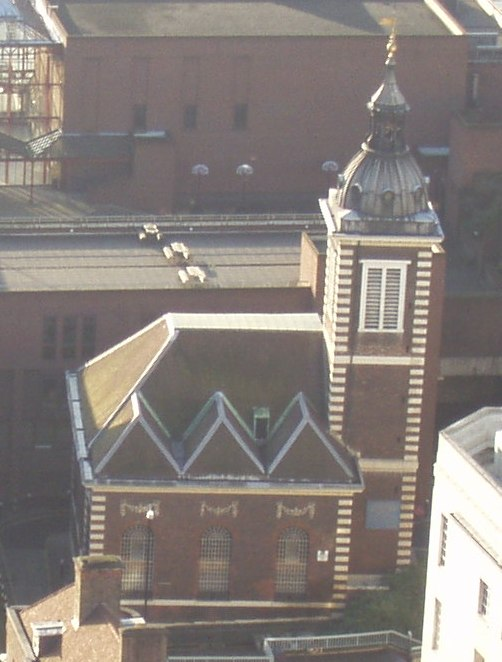
St Benet Paul’s Wharf, London, von der Spitze der St Paul’s Cathedral aufgenommen. Sichtbar hinter der Kirche ist die City of London School.

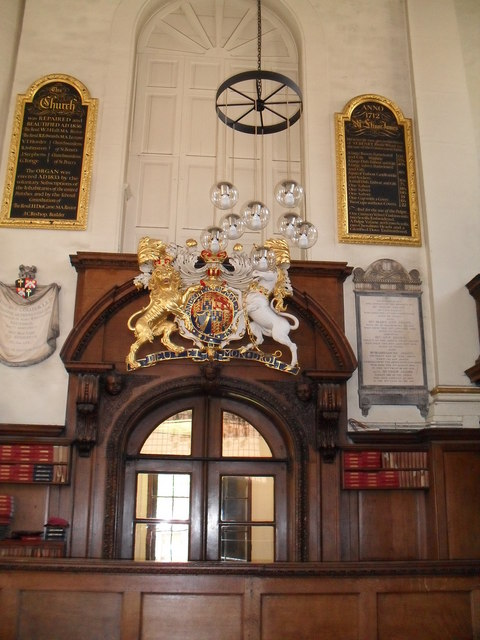
Stuart Wappen über der Haupttür

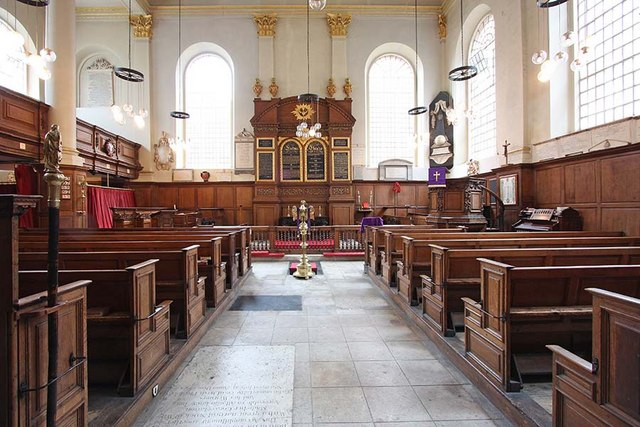
Innenraum nach Ost

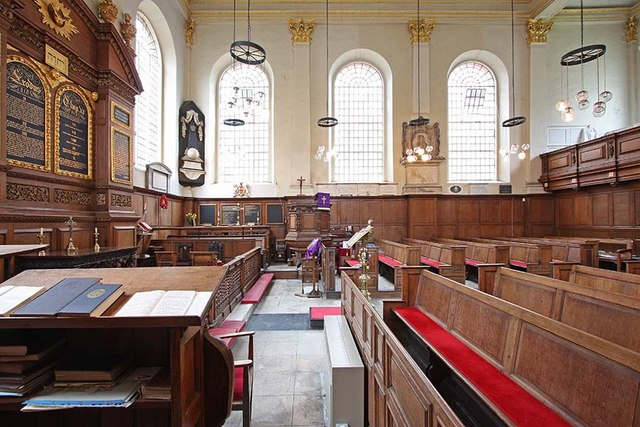
Innenraum nach Süden

Die Kirche St Benet Paul’s Wharf ist die Walisische Kirche der City of London. Seit 1555 ist sie die Kirche des College of Arms, und viele Herolde sind dort begraben.

## Geschichte
Die erste Kirche an dieser Stelle ist seit dem Jahr 1111, gewidmet Benedikt von Nursia, urkundlich gesichert. Pauls Wharf wurde vor kurzem archäologisch ausgegraben, und die Funde zeugen vom römischen Leben in London. Ein wenig nach Westen hin stand der Wasseranleger von Baynard’s Castle, der mehrfach in den Kirchenurkunden erwähnt wird und ein Teil der traurigen Geschichte der beiden Königinnen Anne Boleyn und Lady Jane Grey spielte. Im großen Brand von London, September 1666, wurde die Kirche zerstört.
Die heutige Kirche von Sir Christopher Wren wurde von seinem Baumeister Thomas Starke zwischen 1677 und 1683 erbaut. Sie ist ein besonders wertvolles Beispiel für Wrens Arbeit, denn sie ist eine von nur vier Kirchen in London, die keine Schäden während des Zweiten Weltkrieges erlitten, und ist daher im von Wren geplanten Originalzustand erhalten. Sie ähnelt einer niederländischen Landkirche und ist aus roten und blauen Ziegeln mit geschnitzten Steingirlanden über den Fenstern erbaut. Ein Walmdach bedeckt das Kirchenschiff. Der Turm enthält die Basis des alten Turms bis zu einer Höhe von etwa zwölf Metern, umhüllt von Ziegeln und Steinen. Der Turm wird von einer über dem Kuppeldach befindlichen Wetterfahne gekrönt und misst eine Gesamthöhe von 35 Meter.

## Kirche des College of Arms
St Benet ist seit 1555 die Kirche des College of Arms, als König Philipp und Königin Maria I. Derby House (es stand an der nordöstlichen Ecke des Friedhofs) dem Collegium zum Amtssitz bestimmten. Seit dieser Zeit hatten die Mitglieder ihre eigenen Sitzplätze in der Kirche. Die Begräbnisse von mindestens 25 Officer of Arms (Wappenherolden), beginnend mit Sir Gilbert Dethick im Jahr 1584 und einer großen Anzahl Personen des Personals, sind aus den Registern zu lesen. Es gibt mehrere Gedenkstätten in der Kirche, darunter die besonders auffallende Gedenktafel für John Charles Brooke Somerset Herald. In dieser Kirche fand am 2. März 1984 die Fünfhundertjahrfeier ihrer Gründung als Kollegium  mit allen Wappenkönigen, Herolden und weiteren Mitgliedern des College of Arms, zusammen mit dem Earl Marshal von England, Duke of Norfolk und dem Earl of Arundel and Surrey statt.
Im Jahr 1652 wurde des Königs Architekt Inigo Jones neben seinem Vater und seiner Mutter in St. Benet begraben. Eine Kopie der Inschrift des ursprünglichen Denkmals, das in dem großen Feuer verbrannte, hängt über dem ursprünglichen Grabgewölbe.
Die Kirche wurde Gemeindekirche der Anwälte des in der Nähe liegenden Gebäudekomplexes, wie heute noch der Inn of Court und besonders bekannt für ihre schnellen Hochzeiten. So wurden im 18. Jahrhundert beispielsweise in einem Jahr 1300 Ehen geschlossen. Sie waren auch Experten im Zivilrecht und praktizierten in kirchlichen Gerichten, der High Court of Admiralty und der High Court of Chivalry. Die Anwälte hatten ihre Plätze auf der Nordgalerie der Kirche, zahlten pro Haushalt dafür fünf Pfund im Jahr und übernahmen die Bezahlung des Pfarrers. Die Gebäude der Anwälte wurden im Jahr 1867 abgerissen und die Anwaltschaft auf andere Gegenden verteilt. Einzig der High Court of Chivalry verblieb im College of Arms.
Die Entleerung der Londoner City im 19. Jahrhundert ging nicht spurlos an St. Benet vorbei. 1879 sollte die Kirche abgerissen werden, und nur durch das persönliche Eintreten der Königin Victoria I. konnte das verhindert werden. Sie wurde durch eine Zusammenlegung mit der St Nicholas Cole Abbey an derselben Straße gerettet, blieb als Gemeindekirche erhalten und wurde zur Londoner Kirche der Walisischen Kirche mit der Walisischen Sprache als Liturgiesprache bestimmt.
Die Kirche wurde am 4. Januar 1950 als denkmalgeschütztes Gebäude in die Liste des Images of England eingetragen.
Durch Brandstiftung wurde die Kirche 1971 im Innenraum stark beschädigt, was jedoch glücklicherweise hauptsächlich auf die Nordostecke beschränkt blieb. Der gesamte Innenraum wurde jedoch durch die starke Hitze betroffen. In der anschließenden Restaurierung konnte die beachtenswerte Orgel von J.C. Bischof aus dem Jahre 1833 an ihrem ursprünglichen Standort auf der Westempore wieder aufgebaut werden. Die Kirche wurde im Mai 1973 wiedereröffnet.
Im Jahr 2008 wurde die Kirche für ein paar Monate geschlossen, konnte aber rechtzeitig zum Weihnachtsgottesdienst desselben Jahres wieder eröffnet werden. Walisische Gottesdienste finden wöchentlich sonntags um 11.00 Uhr und 15.30 Uhr statt. Die Kirche kann jeweils an Donnerstagen von 11.00 bis 15.00 Uhr besichtigt werden.

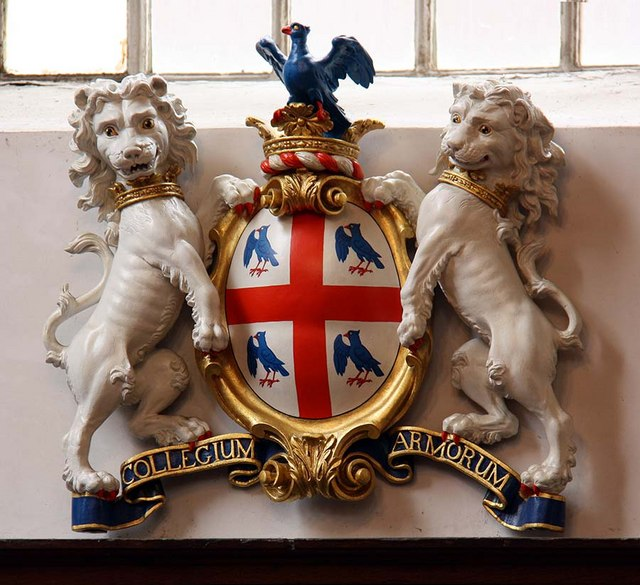
Wappenschild
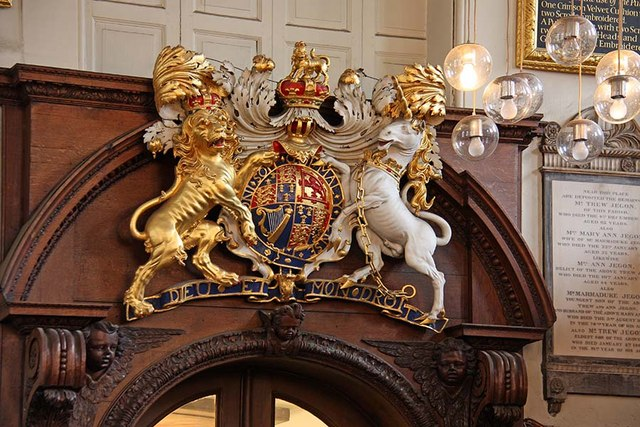
Wappenschild über dem Eingang
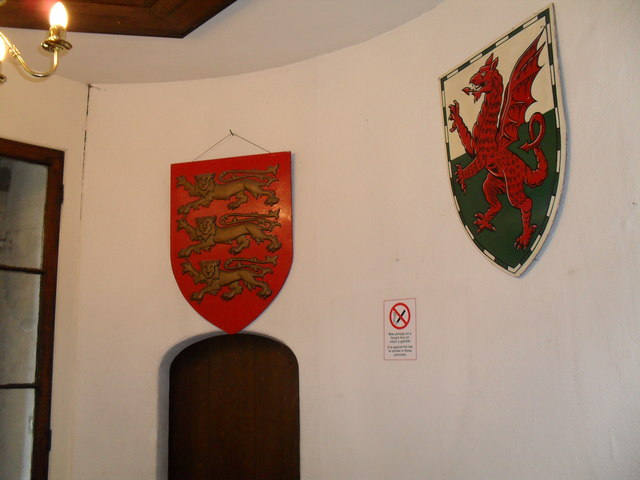
Wappenschilder im Vorraum

## Innenraum
Das Innere der Kirche ist quadratisch und hat eine große Galerie. Das Retabel, der Altar und die Kanzel stammen von Grinling Gibbons aus dem Jahr 1683. Die Altarschranken, der reiche Marmorboden und die geschnitzte Holzdecke sind alle ein Teil der ursprünglichen Ausstattung. Die prächtige geschnitzte Haupttür ist einzigartig durch das darüber angebrachte Stuart Wappen von Charles II. Die Bestuhlung ist eine Spende von Sir Leoline Jenkins, Richter am High Court of Admiralty, einem späteren Staatssekretär Charles II. Der König selbst hatte eine Privat-Loge über dem Stuart-Wappen, wo er ohne gesehen zu werden, am Gottesdienst teilnehmen konnte.

## Orgel

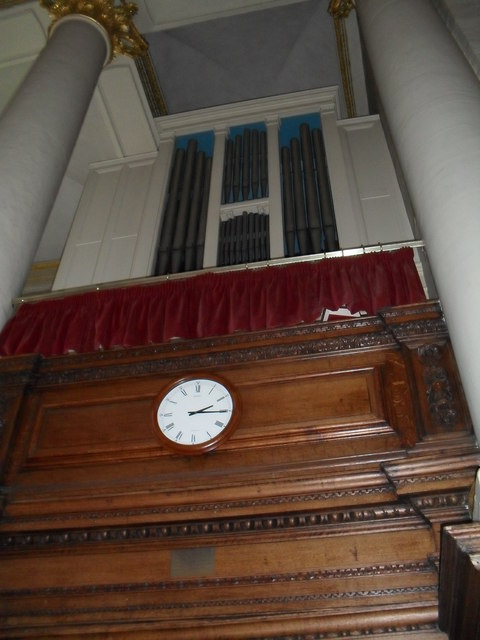
Blick auf die Orgel

Die Orgel wurde 1973 von den Orgelbauern Hill, Norman & Beard erbaut, unter Wiederverwendung von Pfeifenmaterial des Vorgängerinstruments, das 1898 von dem Orgelbauer J.C. Bishop errichtet worden war. Das Instrument hat 14 Register auf zwei Manualen und Pedal. Die Trakturen sind mechanisch.
| I Great Organ C–g3 |    |
| Open Diapason      | 8′ |
| Stopped Diapason   | 8′ |
| Dulciana           | 8′ |
| Principal          | 4′ |
| Gemshorn           | 2′ |
| Mixture II         |    |

| II Swell Organ C–g3 |       |
| Gedeckt             | 8′    |
| Gemshorn            | 4′    |
| Nazard              | 2 ⁄3′ |
| Principal           | 2′    |
| Trompette           | 8′    |

| Pedal C–f1 |     |
| Bourdon    | 16′ |
| Bass Flute | 8′  |
| Fifteenth  | 4′  |

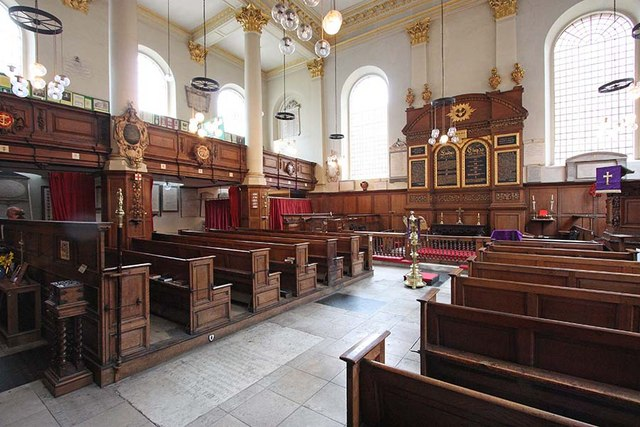
Innenraum nach Nord
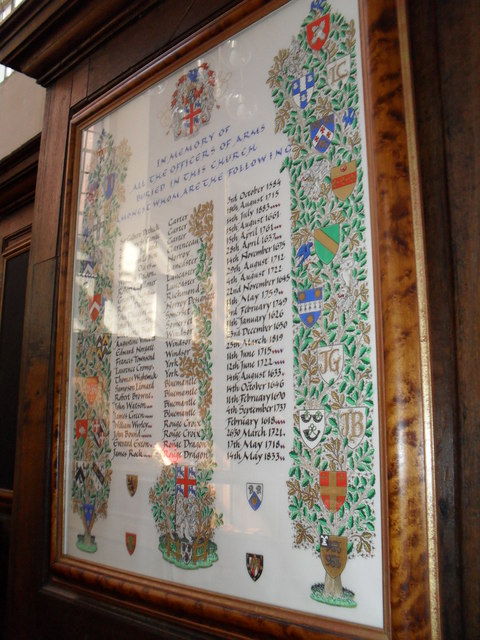
College of Arms Memorial

## Heraldik
In der Kirche hängen die Banner und Wappen der amtierenden dreizehn Mitglieder des College of Arms mit dem Banner des Herzog von Norfolk als ihr Oberhaupt und Abschluss. An der Ostwand befindet sich ein geschnitztes und bemaltes Wappen des Kollegiums aus dem 17. Jahrhundert, während sich an der Nordwand das sogenannte Garter Board befindet, mit den Wappen des Garter Principal King of Arms seit der Gründung des Colleges im Jahre 1398. Darüber hinaus sind viele Mitglieder des Kollegs in der Kirche begraben, und immer noch finden hier Amtshandlungen der Herolde statt.

## Literarische Erwähnung
Im Shakespeare-Stück Die zwölfte Nacht, oder Was ihr wollt aus dem Jahre 1602 heißt es:

„Clown:Primo, secundo, tertio, is a good play; and the old

saying is, the third pays for all: the triplex,

sir, is a good tripping measure; or the bells of

Saint Bennet, sir, may put you in mind; one, two, three.“

Der Hans-Wurst erbittet vom Herzog Orsino zu den zwei Münzen, die er bekam, eine dritte hinzu und erinnert ihn an das Dreiklangsgeläut der Kirche.

## Gräber von Wappenherolden
- Hon. Sir George Rothe Bellew, Garter Principal King of Arms, (* 13. Dezember 1899, † 1993)
- Sir Ralph Bigland, Garter Principal King of Arms, (* 29. Januar 1712, † 27. März 1784)
- Sir Anthony Richard Wagner, Garter Principal King of Arms, (* 6. September 1908, † 5. Mai 1995)
- Sir Gilbert Dethick, Garter Principal King of Arms, (ca. 1510, † 3. Oktober 1584)
- Sir Henry St George, Garter Principal King of Arms (1645)
- John Riddell Bromhead Walker, Clarenceux King of Arms, (* 21. Juni 1913, † 9. September 1984)
- George Drewry Squibb, Norfolk Herald of Arms Extraordinary, (* 1. Dezember 1906, † 3. Januar 1994)
- Rodney Onslow Dennys, Somerset Herald of Arms in Ordinary, (* 1911, † 13. August 1993)
- Major Francis Jones, Wales Herald of Arms Extraordinary, (* 5. Juli 1908, † 14. Dezember 1993)
- John Philipot, Somerset Herald of Arms in Ordinary, (* 1588, † 22. November 1645)
- John Charles Brooke, Somerset Herald of Arms in Ordinary, (* 27. August 1748, † 3. Februar 1794)